# Гнатенко Валерій Сергійович
Валерій Сергійович Гнатенко (нар. 3 лютого 1967, м. Дружківка, Донецька область) — український проросійський політик, міський голова Дружківки (2006—2019). Народний депутат України 9-го скликання.

## Життєпис
Народився у родині колишнього замполіта дружківської міліції Сергія Гнатенка, який кілька років володів ринками міста та у 2002 році був довіреною особою начальника Донецької обласної міліції Валерія Мелікова на виборах до Донецької обласної ради.
Освіта вища. У 1993 році закінчив Харківську юридичну академію ім. Ярослава Мудрого (спеціальність «Правознавство»), у 1999 році — Донбаську державну машинобудівну академію (спеціальність «Фінанси»).
Працював оперуповноваженим відділу захисту економіки від злочинних посягань Дружківського міського відділу УМВС. З 1996 по 2006 рік — начальник відділу податкової міліції в м. Дружківці, м. Костянтинівці, начальник Краматорського відділу податкової міліції.
2006—2010 та 2010—2019 роки — міський голова Дружківки.
2010 рік — начальник податкової міліції Державної податкової адміністрації Запорізької області.
Кандидат у народні депутати на парламентських виборах 2019 року від партії «Опозиційна платформа — За життя» (виборчий округ № 49, міста Дружківка, Костянтинівка, Костянтинівський, Покровський райони). На час виборів: Дружківський міський голова, член партії «Опозиційна платформа — За життя». Проживає в м. Дружківка Донецької області.
З 29 червня 2019 року — член Комітету Верховної Ради з питань бюджету.

## Скандали
У 2014 році Гнатенко виступав за проведення референдуму в ДНР.
У 2016 році було відкрито кримінальне провадження щодо незаконного заволодіння Гнатенком земельними ділянками.
За даними організації «Громадський патруль», під час перебування Гнатенка на посаді мера два роки комунальні підприємства міста Дружківки закуповували пальне через фальшиві тендери у дружини Гнатенка.
22 липня 2025 року голосував за закон України 12414 який був ухвалений з порушенням Регламенту Верховної Ради України та підпорядкував НАБУ та САП Генеральному прокурору і викликав масові протести.